# Wittgensteinowska filozofia religii
Wittgensteinowska filozofia religii – nurt w anglosaskiej filozofii religii drugiej połowy XX i początku XXI wieku inspirowany myślą Ludwiga Wittgensteina, oraz, w mniejszym stopniu, Simone Weil i Sorena Kierkegaarda, którego animatorem był Rush Rhees. Do jego głównych przedstawicieli zaliczani są Amerykanin Norman Malcolm, oraz Brytyjczycy: Peter Winch, Roy F. Holland, Howard O. Mounce i D.Z. Phillips. W skrócie można przedstawić ten nurt jako próbę rozwinięcia idei Wittgensteina, że treści religijnych (np. doktryny chrześcijańskiej) nie można traktować w kategoriach opisu faktów historycznych czy naukowych.

## Podstawowe tezy Wittgensteinowskiej filozofii religii
- zbiór praktyk i wierzeń wspólnoty religijnej nie może być poddawany ocenie w oparciu o kryteria zewnętrzne - jedynie konkretna tradycja religijna może być podstawą formułowania ocen;
- dyskurs metafizyczno-teologiczny, zarówno w swej wersji scholastycznej, jak i nowożytnej, wypacza sens wiary;
- filozoficzne ujęcia Boga jako Bytu Absolutnego, Pierwszej Przyczyny, bezcielesnego Umysłu, wreszcie jako Osoby wprowadzają zamęt w języku religijnym, prowadzą do jego erozji i są odpowiedzialne za współczesne zjawisko sekularyzacji;
- koncepcja Boga jako Władcy wszelkiego stworzenia jest przesądem - Bóg nie interweniuje w porządek świata;
- ujęcie nieśmiertelności osobowej jako trwania bezcielesnej duszy jest nieporozumieniem (nie ma sensu);
- zarówno oskarżanie jak i obrona Boga przed zarzutem o istnienie zła w świecie jest nieporozumieniem - Bóg nie może być traktowany jako przedmiot osądu moralnego.

Stanowisko to spotkało się z ostrym sprzeciwem. Z jednej strony padły oskarżenia o fideizm (Nielsen) z drugiej zaś o ukryty ateizm (Hick, Swinburne). Przedstawiciele nurtu uważają oba te zarzuty za krzywdzące. Podstawowym problemem Wittgensteinowskiej filozofii religii jest jednak fakt, że uznaje za bezsensowne bądź przesądne wierzenia, które deklaruje znaczna większość wyznawców religii monoteistycznych.